# Балашов, Василий Дмитриевич
Васи́лий Дми́триевич Балашо́в (10 февраля 1921 — 11 апреля 1985) — советский военный лётчик, участник Великой Отечественной войны, заместитель командира эскадрильи 8-го разведывательного авиационного полка 8-й воздушной армии Сталинградского фронта, капитан. Герой Советского Союза (24.08.1943).

## Биография
Родился 10 февраля 1921 года на хуторе Дор Ржевского уезда. Русский. Окончил неполную среднюю школу.
До 1938 года работал слесарем на вагоноремонтном пункте станции Ржев-I.
С 1938 года в рядах Красной армии. В 1940 году окончил Ворошиловградскую военную авиационную школу лётчиков.
В действующей армии в период Великой Отечественной войны с 1941 года.
В битве за Сталинград проявил беспримерные мужество и храбрость. Своими умелыми действиями неоднократно вызывал восхищение у командования и подчиненных. Множество раз участвовал в проведении воздушных разведок в дневное и ночное время по выявлению скопления войск, оборонительных сооружений и передвижения эшелонов противника. Неоднократно, несмотря на серьёзные повреждения самолёта, возвращался на свой аэродром.
К маю 1943 года капитан Балашов совершил 210 успешных боевых вылетов на разведку войск и коммуникаций противника. В боях под Сталинградом произвел 45 боевых вылетов, сфотографировав территорию общей площадью 14,5 тыс. кв. км.
Указом Президиума Верховного Совета СССР от 24 августа 1943 года за образцовое выполнение боевых заданий командования на фронте борьбы с немецкими захватчиками и проявленные при этом отвагу и геройство Василию Дмитриевичу Балашову было присвоено звание Героя Советского Союза с вручением ордена Ленина и медали «Золотая Звезда» (№ 1137).
После войны работал в системе ДОСААФ. В 1967 году уволился в запас в звании полковника. Жил в городе Краснодаре. Умер 11 апреля 1985 года.

## Награды
- Медаль «Золотая Звезда» Героя Советского Союза (№ 1137)
- Орден Ленина
- Три ордена Красного Знамени
- Орден Александра Невского
- Два ордена Отечественной войны I степени
- Орден Красной Звезды
- Медали, в том числе:
  - Медаль «За победу над Германией в Великой Отечественной войне 1941—1945 гг.»
  - Юбилейная медаль «Двадцать лет Победы в Великой Отечественной войне 1941—1945 гг.»
  - Юбилейная медаль «Тридцать лет Победы в Великой Отечественной войне 1941—1945 гг.»

## Память
- Похоронен в Краснодаре.